# Nomada maculipennis
Nomada maculipennis är en biart som först beskrevs av Cameron 1902.  Nomada maculipennis ingår i släktet gökbin, och familjen långtungebin. Inga underarter finns listade i Catalogue of Life.